# محطة قطار عين الشانية
محطة عين الشانية هي محطة قطار جزائرية تقع في إقليم بلدية العوينات بولاية تبسة. وهي محطة عبور للقطارات المنجمية القادمة من مناجم الحديد بالونزة وبوخضرة والمتجهة إلى عنابة.

## الموقع في السكك الحديدية
تقع المحطة في بلدة عين الشانية، في مركز بلدية العوينات، على الخط من وادي الكبيريت إلى الونزة [الفرنسية]
 حيث تسبقها محطة وادي الكبريت [الفرنسية]
 وتتبعها محطة الونزة. وتشكل المحطة أيضًا نقطة انطلاق الخط من الشانية إلى بوخضرة [الفرنسية]
 حيث يتبع محطة بوخضرة.

## التاريخ
في 2025، أطلقت الوكالة الوطنية للدراسات ومتابعة إنجاز الاستثمارات في السكك الحديدية برنامجا لإعادة تأهيل وعصرنة المحطة.

## الخدمة
وهي محطة شحن تسمح بمرور قطارات خام الحديد من رواسب الونزة وبوخضرة.